# 1 km Film Award
1 km Film är ett svenskt kortfilmsstipendium instiftat av Git Scheynius på Stockholms filmfestival 1990 för att främja svensk kortfilm. Tio finalister får varje år sin senaste film visad på festivalen och ett tillfälle att pitcha sitt nästa projekt och de bjuds in att delta i masterclasses med kända filmskapare. Vinnaren erhåller 100 000 kronor från Svenska filminstitutet och 25 000 kronor från Film Stockholm som ska användas för att delfinansiera ett kommande filmprojekt. Vinnaren får även ett teknik- och kompetensstipendium motsvarande en summa på 225 000 kronor från Dagsljus, Film Stockholm, Fackförbundet för scen och film, Fyra K Media och Edisen. Totalt värde på priset av 1 km film är 350 000 kronor och det är därmed ett av Sveriges största kortfilmspriser.

## Stipendiater
- 1990 – Max Andersson
- 1991 – Johan Camitz
- 1992 – Klas Leijonhufvud
- 1993 – Ella Lemhagen
- 1994 – Ingrid Rudefors
- 1995 – Magnus Carlsson
- 1996 – Geir Hansteen Jörgensen
- 1997 – Chris Anthony
- 1998 – Jens Jonsson
- 1999 – Babak Najafi
- 2000 – Christian Eklöw och Christopher Panov
- 2001 – Jesper Klevenås
- 2002 – Sorgenfri Entertainment
- 2003 – Johan Jonasson
- 2004 – Daniel Wallentin
- 2005 – Malou Schultzberg
- 2006 – Amanda Adolfsson
- 2007 – Andreas Tibblin
- 2008 – Alexandra Dahlström
- 2009 – Amanda Kernell
- 2010 – Hugo Lilja
- 2011 – Gustav Danielsson
- 2012 – Johanna Paulsdotter
- 2013 – John Skoog
- 2014 – Ninja Thyberg
- 2015 – Victor Lindgren
- 2016 – Frida Kempff
- 2017 – Ville Gideon Sörman
- 2018 – Julia Thelin
- 2019 – Tova Mozard
- 2020 – Jo Widerberg
- 2021 – Emma Pål Brunzell
- 2022 – SaraKlara Hellström
- 2023 – Ville Gobi[3]
- 2024 – Lode Kuylenstierna[4]